# Fredrik von Zweigbergk
Fredrik von Zweigbergk, född 7 juni 1797 i Bergs socken, Västergötland, död 27 maj 1850 i Skara, var en svensk jordbrukare och politiker.
Fredrik von Zweigbergk var son till fänriken Adolf von Zweigbergk och Christina Urselia Gökman. Efter praktik på häradsskrivarkontor var han landskontorist i Mariestad 1815–1819 och expeditionskronofogde i Läckö fögderi från 1820. Sedan han omkring 1830 övergett tjänstemannabanan slog han sig ned som lantbrukare på hemmanet Glastorp i Mellby socken, Västergötland, och valdes 1834 till ledamot av bondeståndet. Han var då redan känd som oppositionsman, och det lyckades de konservativa att med hänvisning till hans tidigare tjänsteinnehav få honom förklarad obehörig att utöva riksdagsmannaskap inom bondeståndet. Han återkom emellertid och bevistade utan gensagor riksmötena 1840–1841 och 1844–1845 och valdes då även till ordningsman i bondeståndets klubb. Han räknades nu till de styrande mästarna inom bondeståndets liberala majoritetsparti. Hans anföranden kännetecknades av slagfärdighet och ett märgfullt språk. Särskilt i representationsfrågan sökte han spela ut hemmaopinionen mot de tveksamma inom bondeståndet. Den konservativa pressens anklagelser om ett liberalt partityranni riktades särskilt mot von Zweigbergk. I husbehovsbränningsfrågan tillhörde von Zweigbergk liberalisterna och hyllade brännvinet: "Det är ej födande i någon högre grad; men om det ej är föda, så ersätter det i betydlig mån bristen därpå. Det stärker magen för att kunna smälta en usel och mager föda. Låt mig tillägga, att det är en medicin för själen, ehuru genier, upprymda av champagne, klarä och portvin, vilja förlöjliga detta påstående."